# Google Hangouts
Google+ Hangouts — це програмне забезпечення для миттєвого обміну повідомленнями та відеоконференцій, розроблене компанією Google та було запущено 15 травня 2013 під час конференції розробників Google I/O.
Вона замінює три системи миттєвого обміну повідомленнями: Google Talk, Google+ Чати і сервіс відеочатів Google+ Відеозустрічі, а також онлайн трансляція через Youtube.

## Історія
До запуску сервісу Hangouts Google обслуговував кілька схожих, але технологічно інших систем обміну повідомленнями. Це Google Talk (заснований на протоколі XMPP), Google+ Messenger, а також частина Google+, звана Hangouts, яка дозволяла створювати групові відеоконференції на 10 осіб. Під тиском інших систем миттєвого обміну повідомленнями, наприклад, Facebook Messenger, iMessage та WhatsApp Google вирішила об'єднати три своїх сервіси в один, побудувавши його на кодовій базі Google Talk.
Сервіс (який до релізу фігурував у звітах під назвою «Babel») був офіційно запущений як Hangouts під час конференції розробників Google I/O 15 травня 2013.
27 червня 2022 року Google офіційно оголосив, що 1 листопада 2022 року закриє Google Hangouts і переведе всіх користувачів у Google Chat.

## Можливості
Hangouts дозволяє спілкуватися двом і більше користувачам у форматі групових відеоконференцій. За допомогою цієї служби можна проводити ділові наради, вебінари і спілкуватися у відеочатах. У Відеозустрічі можна показати іншим учасникам, що відбувається на екрані вашого комп'ютера, надавши спільний доступ до будь-якого відкритого вікна програми. Сервіс доступний через Gmail, Google+, Youtube, мобільні додатки для Android і iOS. Оскільки замість XMPP використовується пропріетарний протокол, більшість сторонніх додатків не мають доступу до Hangouts.
Історії чатів зберігаються на серверах Google, що дозволяє синхронізувати їх між пристроями. Фотографії, якими учасники обмінюються під час конференції, автоматично завантажуються в закритий альбом Google+.Також учасники можуть ділитися файлами Google-диска, спільно складати замітки до зустрічі і записувати ідеї на загальній віртуальній дошці. Hangouts інтегрований з Google-календарем, так що користувачі можуть планувати відеозустрічі за допомогою календаря..
У конференції може брати участь до 10 осіб одночасно. Сервіс Google Voice тепер також доступний лише в Hangouts.

### Переваги
- Простий дизайн.
- Планування зустрічей дозволяє користувачам планувати дзвінки та відеозустрічі.
- Автоматична синхронізація розмов. Бесіди синхронізуються на всіх пристроях Windows, Android та iOS.
- Телефонні дзвінки. Додаток можна використовувати для звичайних телефонних дзвінків.
- Інтегрується з іншими програмами G-Suite, наприклад, Gmail.

### Недоліки
- Доступний лише з G-Suite.
- Програма працює лише в браузері або як розширення Chrome.
- Обмежена функціональність.
- Відсутність статусів доступності. Додаток показує лише статус онлайн чи офлайн.
- Немає відстеження статусу повідомлення. Користувач не може побачити, чи повідомлення доставлено або прочитано[11].

## Критика
- Сервіс не відображає онлайн-статуси[12][13], хоча ця можливість є стандартною для всіх подібних систем.
- 26 вересня 2013 оновлення Google Hangouts версії 1.2 для iOS містила помилку, через яку повідомлення були доступні третім особам. Проблему виправили в наступному оновленні[14].